# Sébastien Huguenet
Pour les articles homonymes, voir Huguenet.
Sébastien Huguenet (21 janvier 1652 à Chaumont-en-Bassigny - 27 février 1721 à Versailles) est un violoniste français.

## Biographie
Sébastien Huguenet est natif de Chaumont-en-Bassigny, où son père Sébastien Huguenet I remplit les fonctions d'organiste. Il a été haute-contre de violon à La Petite Bande entre 1667 et 1712 au moins, à l'Orchestre de la Chapelle Royale de 1673 à sa mort, à la Musique de la Reine de 1676 à 1683. Il a fait partie des Vingt-quatre Violons en 1680. Il était valet de chambre de la duchesse de Bourgogne.
Il est ordinaire de la musique du roy. Il a dansé dans le ballet de Flore (13 février 1669) et dans le Ballet des ballets (2 décembre 1671). En 1720 il a joué aux dix représentations du ballet de Delalande Les Folies de Cardenio dansé devant Louis XV aux Tuileries.
Il a épousé en 1703 Madeleine Pièche. Il habitait à Versailles aux petites Écuries. Son frère Pierre Huguenet est aussi musicien de cour.